# Joe Durant
Joseph Scott Durant (* 7. April 1964 in Pensacola, Florida) ist ein US-amerikanischer Profigolfer der PGA Tour Champions.
Nach dem Besuch des Huntingdon College wurde Durant 1987 Berufsgolfer und spielte jahrelang auf der zweitgereihten Ben Hogan Tour, bevor er sich ab der Saison 1997 dauerhaft auf der großen PGA Tour etablieren konnte.
Dort gelangen ihm bislang vier Siege, wobei er 2001 beim Gewinn der Bob Hope Chrysler Classic mit 29 Schlägen unter Par den damaligen PGA-Tour-Rekord für 72 Loch aufstellen konnte. Mit dem 14. Platz in der abschließenden money list (Geldrangliste) erreichte Durant in jener Saison auch sein bestes Ranking.
Seit April 2014 ist Durant auch auf der PGA Tour Champions spielberechtigt und spielt dort seit der Saison 2015/2016 ausschließlich.
Joe Durant ist mit seiner Frau Tracey verheiratet und hat seinen Wohnsitz in Molino, Florida.

## PGA Tour Siege
- 1998 Motorola Western Open
- 2001 Bob Hope Chrysler Classic, Genuity Championship
- 2006 FUNAI Classic at the Walt Disney World Resort

## PGA Tour Champions Siege
- 2015 Big Cedar Lodge Legends of Golf (mit Billy Andrade)
- 2016 3M Championship
- 2018 Chubb Classic
- 2020 The Ally Challenge

## Andere Turniersiege
- 1996  NIKE Mississippi Gulf Coast Classic (Nationwide Tour)

## Resultate bei Major Championships
| Tournament        | 1998 | 1999 |
| ----------------- | ---- | ---- |
| Masters           | CUT  | DNP  |
| US Open           | T32  | CUT  |
| Open Championship | CUT  | DNP  |
| PGA Championship  | T40  | DNP  |

| Tournament        | 2000 | 2001 | 2002 | 2003 | 2004 | 2005 | 2006 | 2007 | 2008 | 2009 |
| ----------------- | ---- | ---- | ---- | ---- | ---- | ---- | ---- | ---- | ---- | ---- |
| Masters           | DNP  | CUT  | CUT  | DNP  | DNP  | DNP  | DNP  | CUT  | DNP  | DNP  |
| US Open           | DNP  | T24  | CUT  | CUT  | DNP  | DNP  | DNP  | CUT  | DNP  | DNP  |
| Open Championship | DNP  | CUT  | T59  | CUT  | DNP  | CUT  | DNP  | CUT  | DNP  | DNP  |
| PGA Championship  | DNP  | T51  | T60  | T39  | CUT  | T72  | DNP  | T18  | DNP  | DNP  |

| Tournament        | 2010 | 2011 | 2012 | 2013 |
| ----------------- | ---- | ---- | ---- | ---- |
| Masters           | DNP  | DNP  | DNP  | DNP  |
| US Open           | DNP  | DNP  | CUT  | DNP  |
| Open Championship | DNP  | DNP  | DNP  | DNP  |
| PGA Championship  | DNP  | DNP  | DNP  | DNP  |

DNP = nicht teilgenommen

CUT = Cut nicht geschafft

„T“ geteilte Platzierung

Grüner Hintergrund für Siege

Gelber Hintergrund für Top 10